# Pericycos guttatus
Pericycos guttatus är en skalbaggsart som först beskrevs av Heller 1898.  Pericycos guttatus ingår i släktet Pericycos och familjen långhorningar.
Artens utbredningsområde är Sulawesi. Inga underarter finns listade i Catalogue of Life.